# Рибницький потік (притока Подлужанки)
Рибницький потік (словац. Rybnícky potok) — річка в Словаччині, права притока Подлужанки, протікає в окрузі Левиці.
Довжина приблизно 9,0—9,5 км. Витік лежить у масиві Штявницькі гори (геоморфологічна підодиниця Годрушські пагорби); на висоті близько 380 метрів..
Протікає територією сіл Рибнік та Гронске Косіги і міста Левиці. Впадає в Подлужанку на висоті приблизно 162—165 метрів.